# Myoxocephalus
Myoxocephalus es un género de peces actinopeterigios la mayoría marinos y algunas especies de agua dulce, distribuidos por aguas del norte del océano Atlántico, norte del océano Pacífico y océano Ártico, así como en ríos del norte de Asia y América del Norte.

## Especies
Existen 16 especies reconocidas en este género:
- Myoxocephalus aenaeus (Mitchill, 1814)
- Myoxocephalus brandtii (Steindachner, 1867)
- Myoxocephalus jaok (Cuvier, 1829)
- Myoxocephalus matsubarai Watanabe, 1958
- Myoxocephalus niger (Bean, 1881)
- Myoxocephalus ochotensis Schmidt, 1929
- Myoxocephalus octodecemspinosus (Mitchill, 1814)
- Myoxocephalus polyacanthocephalus (Pallas, 1814)
- Myoxocephalus quadricornis (Linnaeus, 1758)
- Myoxocephalus scorpioides (Fabricius, 1780)
- Myoxocephalus scorpius (Linnaeus, 1758)
- Myoxocephalus sinensis (Sauvage, 1873)
- Myoxocephalus stelleri Tilesius, 1811
- Myoxocephalus thompsonii (Girard, 1851)
- Myoxocephalus tuberculatus Soldatov y Pavlenko, 1922
- Myoxocephalus yesoensis Snyder, 1911